# Manuel Becerra y Bermúdez
Manuel Becerra y Bermúdez (Castro de Rey, Lugo, 20 de octubre de 1820 – Madrid, 19 de diciembre de 1896) fue un matemático y político español, ministro durante el reinado de Amadeo I, la Primera República Española, el reinado de Alfonso XII y la Regencia de María Cristina. Destacado masón, fue Gran Maestre del Gran Oriente de España.

## Biografía
Becerra, que mostró desde joven talento matemático, fue instruido en ciencias exactas por José Subercase, profesor de la Escuela de Ingenieros de Caminos.
Políticamente destacó por sus ideas progresistas y revolucionarias, que le llevaron a participar activamente en la Revolución de 1848, lo que le valió ser encarcelado en varias ocasiones y tener que buscar refugio en el extranjero en otras. En 1854 volverá a participar en los movimientos revolucionarios que darán lugar al Bienio Progresista (1854-1856) y, tras el golpe de Estado del general O'Donnell que le puso fin, será detenido, desterrado a Bilbao y posteriormente se exiliará en Francia.

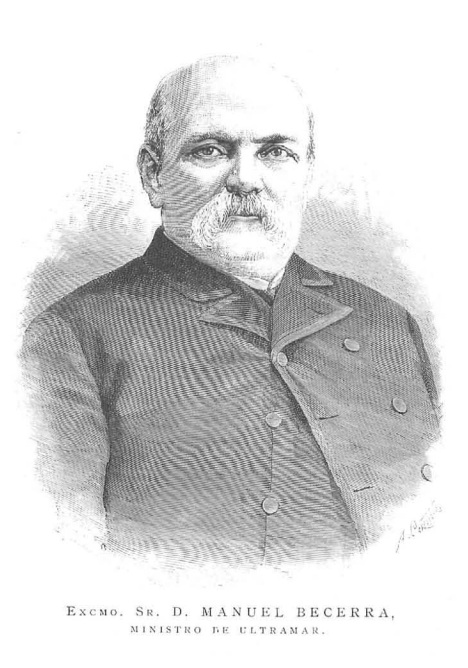
Grabado por Arturo Carretero, publicado en La Ilustración Española y Americana (1888).

Manuel Becerra vuelve a la vida política del país con ocasión de la Revolución de 1868 formando parte, como diputado, de la Junta Superior Revolucionaria entre el 5 de octubre y el 19 de octubre de 1868.
Tras las elecciones de 1869 resultó elegido diputado en Cortes por la provincia de Lugo, aunque finalmente optó por la circunscripción de Madrid y como tal ocupó la cartera de ministro de Ultramar entre el 13 de julio de 1869 y el 31 de marzo de 1870 durante la regencia del general Francisco Serrano Domínguez.
Al resultar elegido diputado en las elecciones de 1871 y 1872, ocupará la cartera de ministro de Fomento entre el 19 de diciembre de 1872 y el 12 de febrero de 1873, ya bajo el reinado de Amadeo I.
Ocupará ese mismo ministerio en el primer gobierno de la Primera República Española entre el 12 de febrero y el 24 de febrero de 1873, bajo la presidencia de Estanislao Figueras.
El 16 de mayo de 1886 se convirtió en académico de número de la Real Academia de Ciencias Exactas, Físicas y Naturales al tomar posesión de la plaza.
Con la restauración monárquica formó parte de tres de los gobiernos presididos por Práxedes Mateo Sagasta como ministro de Ultramar: entre el 11 de diciembre de 1888 y el 21 de enero de 1890, del 21 de enero al 5 de junio de 1890 y entre el 12 de marzo y el 4 de noviembre de 1894. 
Una década después de su fallecimiento se le dio su nombre a una plaza de Madrid.
Fue un destacado Masón, Soberano Gran Comendador del Supremo Consejo en los años 1884-1889 y Gran Maestre del Gran Oriente de España. Se dice que estuvo enamorado de su perro llamado Tyson y por eso junto a la placa conmemorativa hay una figura de un perro. Fue Senador  en la provincia de Lugo 1872-1873; Senador por la provincia de Cuenca 1877, 1878, 1878; y senador vitalicio 1893, 1894-1895, 1896.